# کوله‌خاس
کوله‌خاس (نام علمی: Ruscus aculeatus)، درختچه کم‌ارتفاع همیشه‌سبز اوراسیایی است، با شاخه‌های صاف شناخته شده به عنوان ساقه که ظاهر شق و مشابه ستون‌فقرات کج به برگ‌ها می‌دهند. گل‌های بسیار کوچک و مایل به سبز در بهار و از قسمت میانی شاخه‌های پهن ظاهر می‌شوند
. گل‌های ماده به یک سته قرمزرنگ تبدیل می‌گردند. بذر آن‌ها توسط پرندگان پراکنده می‌شود اما گیاه با استفاده از ریزوم‌ها نیز رشد می‌کند. این گیاه بومی اوراسیا و بخش‌های شمالی آفریقا است.کوله‌خاس در جنگل‌ها و حوضچه‌ها، جایی که سایه عمیق را تحمل می‌کنند و همچنین در صخره‌های ساحلی می‌روید. احتمالاً به علت رنگ جذاب آن در زمستان و بهار، به عنوان گیاه زینتی نسبتاً رایجی درآمده است. این گیاه به‌طور وسیعی در باغ‌ها هم کشت می‌شود، و به عنوان یک فرار از باغ در بسیاری از مناطق خارج از محدوده مادریش گسترش یافته‌است. این گیاه در مناطق ۷ تا ۹ سختی به خوبی رشد می‌کند.